# Sven Ninnemann
Sven Ninnemann (* 15. Dezember 1974 in Berlin) ist ein deutscher Profitänzer in den Bereichen Standard und Latein, der seit einigen Jahren in der Schweiz lebt.  

## Werdegang
Ninnemann begann bereits mit sechs Jahren mit dem Tanzen in einer Kindergruppe. Seine ersten Erfolge feierte er mit zwölf Jahren in Schüler- und Jugendtanzturnieren. In dieser Phase entschied er auch, sich in Zukunft nur noch den Lateintänzen widmen zu wollen. Er zog nach London und begann mit einer dänischen Kollegin für Dänemark bei internationalen Wettbewerben anzutreten, bevor er die Schweizerin Fabienne Liechti kennenlernte. Die beiden bildeten privat wie beruflich ein Paar, was dazu führte, dass Sven Ninnemann in die Schweiz zog, für die er seit 1998 in Tanzturnieren antritt.

## Erfolge (Überblick)
- Deutscher Schülermeister (Latein, Standard, 10 Tänze)
- Deutscher Jugendmeister (Latein)
- 8. Platz bei den Jugend-Weltmeisterschaften (Standard)
- 16. Platz bei den Latein-Weltmeisterschaften
- 21. Platz in der Weltrangliste
- 7. Platz bei den Singapore Millennium Championships
- 3. Platz bei Swiss Intercup
- 4. Platz beim Schweizer Tanzsportfestival
- 3. Platz bei den niederländischen Meisterschaften
- 4. Platz bei den französischen Meisterschaften

## Teilnahme am Eurovision Dance Contest
Die Fernsehsender SRF und RTS wählten Sven Ninnemann intern aus, die Schweiz bei der ersten Ausgabe des Eurovision Dance Contest in London am 1. September 2007 zu vertreten. Seine Partnerin war die erfolgreiche Eiskunstläuferin Denise Biellmann. Mit ihren Darbietungen des Paso Dobles und des Swings konnte das Paar jedoch nicht die europäischen Zuschauer überzeugen und kam mit null Punkten auf den letzten Platz.